# Commandement opérationnel sud
Le commandement opérationnel sud (en ukrainien : Оперативне командування «Південь», abrégé en ОК «Південь» ; numéro d'unité militaire А2393) est une subdivision territoriale de l'armée de Terre ukrainienne.
Le commandement opérationnel sud couvre les oblasts de Vinnytsia, d'Odessa, de Kirovohrad, de Mykolaïv, de Kherson ainsi que la Crimée (théoriquement, car occupée par la Russie depuis 2014).

## Historique
Le commandement opérationnel méridional (Південне оперативне командування), créé en 1996 est basé sur le 6e corps d'armée, reprenant le territoire de l'ancien district militaire d'Odessa ; il a son quartier-général à Odessa. En 1998, il prend le nom de commandement opérationnel sud.
Avant 2015 et la création du commandement opérationnel est, il s'étendait aussi sur les oblasts de Dnipropetrovsk, de Zaporijjia, de Kharkiv, de Louhansk et de Donetsk.

## Composition

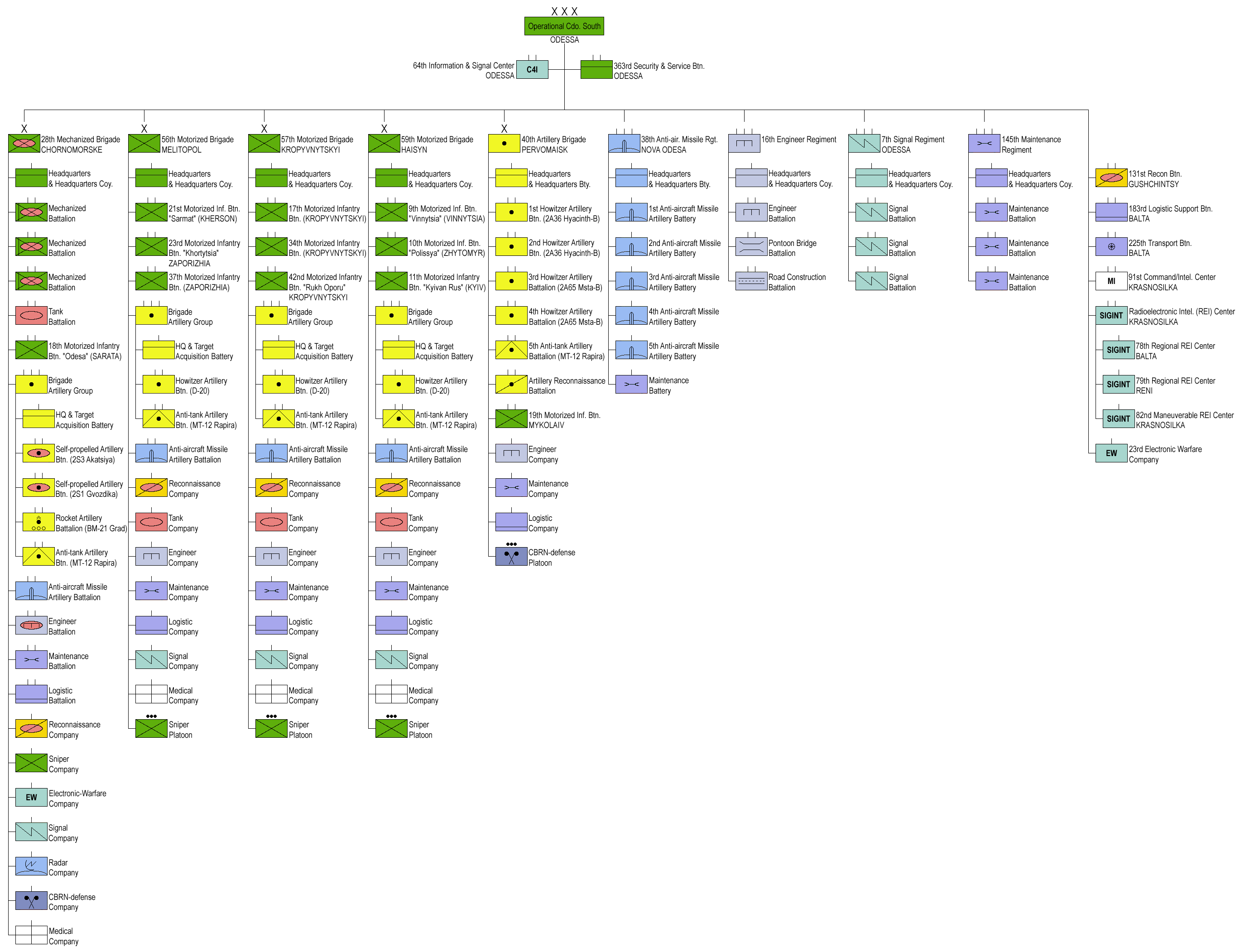
Structure opérationnelle en 2017.

Unités de combat :
- 21e brigade mécanisée, à Odessa ;
- 22e brigade mécanisée, à Mykhaïlivka ;
- 28e brigade mécanisée (commandant : colonel Youri Madyar), à Tchornomorske ;
- 38e régiment de missiles antiaériens (uk) à Tchornomorske ;
- 40e brigade d'artillerie[2] à Berdytchiv ;
- 41e  brigade mécanisée, à Odessa, (commandant : colonel Oleh Makucha)[3]
- 56e brigade motorisée (commandant : colonel Ivanov Ihor Vyacheslavovych)[4] à Melitopol ;
- 57e brigade d'infanterie motorisée (colonel Bakulin Oleksandr Oleksandrovych)[5] à Kropyvnytskyï ;
- 59e brigade motorisée (colonel Olehovytch Soukharevsky)[6] à Haïssyn ;
- 144e brigade d'infanterie
- 154e brigade mécanisée,
- 159e brigade d'infanterie
- 131e bataillon de reconnaissance (uk)[7] à Hushchyntsi ;
- 143e bataillon de reconnaissance.

Unités de soutien :
- 91e centre de commandement et de renseignement, à Krasnosilka (uk) ;
- Centre régional de renseignement radio-électronique sud (uk) à Krasnosilka (uk) ;
- 7e régiment de transmissions (uk), à Odessa ;
- 16e régiment de soutien opérationnel (uk), à Semenivka (uk) ;
- 23e compagnie de guerre électronique ;
- 64e centre d'information et de télécommunications, à Odessa ;
- 145e régiment de réparation (uk) à Mykolaïv ;
- 183e bataillon de soutien logistique, à Balta ;
- 363e bataillon de garde et de service ;
- commissariats militaires.
- 632e bataillon de mitrailleuses antiaériennes
- 644e bataillon de mitrailleuses antiaériennes

### Commandement
- 1996-1998 : Oleksandr Zatinaïko
- 2003-2005 : Grigory Pedtchenko
- 2005-2007 : Ivan Svyda
- 2007-2012 : général Petro Lytvyn
- 2012 : Іhоr Fedorov, intérim
- 2012-2016 : Anatoly Sirotenko
- 2016-2017 : général  Andriy Hryshchenko
- 2017-2019 : général Oleh VichnivskYi
- 2019-2021 : général Ihor Palahniouk
- 2021 : général Andriy Kovaltchouk